# Royal Ballet
Royal Ballet er Storbritanniens ledende balletkompagni. Balletten er en del af Royal Opera House, der har hjemsted til i Covent Garden i London.
The Royal Ballet blev grundlagt i 1931 af Ninette de Valois, da under navnet Vic-Wells Ballet.